# Palazzo Vittozzi
Il Palazzo Vittozzi è un palazzo monumentale di Napoli, ubicato all'angolo tra via Broggia e via Pessina.
Di origine ottocentesca, fu realizzato in concomitanza con la Galleria Principe di Napoli a seguito delle opere di risistemazione urbanistica che interessavano il cosiddetto Rione Museo. Il palazzo, probabilmente progettato dagli stessi Breglia e De Novellis, si presenta con accesso in via Broggia. La presenza di accessi indipendenti, senza un collegamento diretto collegamento con la galleria, fanno percepire che gli edifici attigui siano nati indipendentemente dalla costruzione della medesima galleria. L'intervento fu realizzato tra il 1870 e il 1883.
Nel marzo 1880 furono ritrovati nel palazzo una colossale statua in travertino raffigurante San Gaetano da Thiene e un mascherone in marmo. La statua fu esposta nel cortile a partire dal 1932. Essa proveniva da una delle porte della città demolite tra il XVIII secolo e il XIX secolo e data la vicinanza con l'area della porta di Costantinopoli non è da escludere la provenienza da quella porta. Lungo via Pessina c'è una lapide che ricorda l'incontro avvenuto tra Giacomo Matteotti e i socialisti partenopei nell'ottobre 1923.